# 박창우 (축구 선수)
박창우(朴昶佑, 2003년 3월 1일 ~ )은 대한민국의 축구 선수로 포지션은 오른쪽 풀백, 왼쪽 풀백이며 현재 K리그2 부산 아이파크 소속이다.

## 참고 자료
- “[U20WC] ‘김진수 닮은꼴’ 박창우, 플레이스타일까지 똑 닮았다?!”. Kfa Live. 2023년 5월 16일.